# Pixid
《Pixid》는 2020년 9월 8일 오픈한 유튜브 채널로 디지털 Meta를 매개로 현실 세상 Universe를 조명하는 예능 채널이다.
특정 MC가 따로 없다. 일반인이나 특정 직업인이 출연한다. 영상 콘텐츠의 대부분이 핸드폰을 사용한 인터넷 메신저, 어플리케이션, 메타버스 등 3차원 가상세계를 사용하여 진행된다. 찍은 사진은 픽시드 유튜브 커뮤니티에 올린다. 유튜브 커뮤니티에는 다음 출연진이나 주제를 소개하고 출연자 섭외에 대한 공지를 올린다. 매주 금요일 오후 7시에 새로운 영상이 업로드 된다. 제작진은 기획팀 이성준, 연출팀 �김예슬, 김정은, 나누리, 이민주, 김진현으로 구성되어있다.

## 콘텐츠
주요 콘텐츠는 대표적으로 다음과 같다.
- MEME INSIDE : 유튜브나 인터넷에서 유명한 영상의 당사자를 인터뷰 하는 콘텐츠 (미디어).
- AMONG U : 게임 어몽 어스에서 영감을 얻음. 사람 5명을 모아 카카오톡이나 음성 채팅을 통해 추리를 해서 4명의 사람과 다른 한 사람을 찾는 콘텐츠.
- SPECIAL

### MEMEINSIDE
- 범죄 사건을 조사하는 듯한 분위기의 영상 콘텐츠이다.[2] 설명란에 사건번호를 매겨서 사건을 정리한다.

| 회차   | 방영일        | 제목                                                                               | 설명란 | 게스트        |
| ------ | ------------- | ---------------------------------------------------------------------------------- | --- | ------------- |
| Ep.1   | 2020. 10. 16. | "다 된 치타에 졸리브이 뿌리기"를 본 졸리브이의 반응 \| MEME INSIDE                 | 사건번호 1번. 졸리브이.                                                                                     | 졸리브이      |
| Ep.2   | 2020.11.14.   | 실검 1위 찍은 '광천김', 사장님은 어떤 생각일까? \| MEME INSIDE                     | 사건 번호 2번 소문난 삼부자 사장님 김용태. 아이돌도 연습생도 아닌 광천김 모델의 정체는?                     | 김영태        |
| Ep.3   | 2020.11.20.   | 전국handclap자랑 만든 사람..당신입니까? \| MEME INSIDE                             | 사건번호 3번 요일바.                                                                                        | J.E.B         |
| Ep.4   | 2020.12.18.   | 1000만명을 웃긴 골프 영상, 송아지 스윙 당사자의 리뷰 \| MEME INSIDE                | 사건 번호 4번 송아지 스윙 김정발. 그녀는 스윙할 때 무슨 생각을 했을까?                                      | 김정은        |
| Ep.5   | 2021.3.30.    | '2021 수능 망한 재수생 현실 반응' 당사자 리뷰 \| MEME INSIDE                       | 사건 번호 5번, 안올랑좌 재수생 이정인. 수능 당일, 그녀가 서럽게 운 이유는?                                  | 이정인        |
| Ep.6   | 2021.5.4.     | 뉴스에서 공 맞고 흑역사 만든 그녀, 담당 기자와 5년만의 통화 \| MEME INSIDE         | 사건 번호 6번, 트레이너 신새미. 그날 따라 공이 자꾸 얼굴로 간 이유는? 뉴스에 보도된 몸개그는 의도된 것일까? | 신새미        |
| Ep.7   | 2021.5.28.    | 500만명이 본 리코더 수행평가, 당사자의 사건 리뷰 \| MEME INSIDE                    | 사건 번호 7번, 리코더 소년들. 고3이 된 사건 당사자들이 3년만에 모여 영상을 전격 해부한다.                   | 리코더 소년들 |
| Ep.8   | 2022.2.11.    | 킹받는🔥 카톡 고백 레전드짤 리뷰 해봤습니다.. (feat. 어몽어스 인싸) \| MEME INSIDE | 굿끼제먹, 콜당오, 이공누.... 카톡 고백 레전드짤 리뷰 해봤습니다...                                          | 길용준, 최신  |
| shorts | 2022.2.16.    | 카톡 고백 레전드 굿.끼.제.먹 #shorts                                               | | 길용준, 최신  |
| shorts | 2022.2.17.    | 카톡 고백 레전드 너 애니도 봐? #shorts                                             | | 길용준, 최신  |

- Ep.1. "다 된 치타에 졸리브이 뿌리기"를 본 졸리브이의 반응 | MEME INSIDE
  - 엠넷에서 방영한 언프리티 랩스타에 출연한 졸리브이.
  - 2015년 2월 촬영 사건 경위를 당일 오전 , 촬영 준비, 무대 직전, 무대 위, 2015년 3월 방영 당일로 나눠 "다 된 치타에 졸리브이 뿌리기" 유튜브 영상을 보면서 그때의 일에 대해 말한다.
- Ep.2. 실검 1위 찍은 '광천김', 사장님은 어떤 생각일까? | MEME INSIDE
  - 소문난 삼부자 대표 김용태.
  - 대표의 아들이 김 포장지의 모델로 선정된 사건 경위에 대해 말한다.
  - 이유는 유명 개그맨이나 연예인을 섭외할 만한 돈이 사정상 부족했다. '대표님의 아들을 모델로 해서 포장지를 제작하는 것이 어떻겠냐'라는 직원의 권유로 아들을 걸고 제품을 만들기 때문에 신뢰할 수 있고 많은 장점이 있다고 생각해서 아들을 모델로 정했다고 한다.
  - 사진도 대표가 갖고 있는 아들 사진 중 김 표지에 제일 적합한 것으로 선정했다고 한다.
- Ep.3. 전국handclap자랑 만든 사람..당신입니까? | MEME INSIDE
- Ep.4. 1000만명을 웃긴 골프 영상, 송아지 스윙 당사자의 리뷰 | MEME INSIDE
- Ep.5. '2021 수능 망한 재수생 현실 반응' 당사자 리뷰 | MEME INSIDE
- Ep.6. 뉴스에서 공 맞고 흑역사 만든 그녀, 담당 기자와 5년만의 통화 | MEME INSIDE
- Ep.7. 500만명이 본 리코더 수행평가, 당사자의 사건 리뷰 | MEME INSIDE
- Ep.8. 킹받는🔥 카톡 고백 레전드짤 리뷰 해봤습니다.. (feat. 어몽어스 인싸) | MEME INSIDE

### AMONG US
- 카톡방에 숨은 스파이 1명. 5명은 서로 보지 못한 채로 채팅창 안에서만 대화한다. 나머지 4명은 스파이 1명을 찾아내야 한다. 익명으로 닉네임을 지어서 서로 대화한다. 라운드 마다 '공지'가 질문을 던진다.

| 회차   | 방영일      | 제목                                                                               | 게스트              |
| ------ | ----------- | ---------------------------------------------------------------------------------- | ------------------- |
| Ep.1   | 2021.2.12.  | "레게노?...뭐라노..." 50대 카톡방에 숨은 20대 찾기 \| PIXID                        |                     |
| Ep.2   | 2021.3.2    | 중2 대화방에 숨은 고3 찾기(어몽어스 현실판) \| PIXID                               | 이준우튜브          |
| Ep.3   | 2021.4.28.  | "반가워요^^~" 20대 여자 카톡방에 숨은 30대 찾기 \| PIXID                           | 희라짱희라          |
| Ep.4   | 2021.5.26.  | 힙찔이 방에서 진짜 래퍼 찾기(feat.쇼미9 허성현) \| PIXID                           | 허성현              |
| Ep.5   | 2021.6.14.  | 헬창들의 단톡방에 숨은 가짜 찾기(feat. PT 3개월) \| PIXID                          | 강민지(일반인)      |
| Ep.6   | 2021.7.27.  | 직장인들의 단톡방에 숨은 학생 찾기 (feat.눈치 없는 신입) \| PIXID                  | 김다윤(일반인)      |
| Ep.7   | 2021.8.4    | 전국 대학생 방에서 진짜 서울대생 찾기 \| PIXID                                     | 양현규(서울대생)    |
| Ep.8   | 2021.8.12.  | 고딩 수포자 카톡방에 숨은 수학쌤 찾기(feat.이투스 고정민) \| PIXID                 | 고정민(이투스 강사) |
| Ep.9   | 2021.8.31.  | 군필 단톡방에서 미필 찾기 \| PIXID                                                 | 심성윤(미필)        |
| Ep.10  | 2021.9.30.  | 패알못 단톡방에서 진짜 힙스터 찾기 \| PIXID                                        | 임하은(모델)        |
| Ep.11  | 2021.10.8   | 아이돌 팬 단톡방에 숨은 머글 찾기 (feat.키 본인등판) \| PIXID                      | 키                  |
| Ep.12  | 2021.10.15. | 아싸들의 단톡방에 숨은 인싸 찾기 \| PIXID                                          |                     |
| shorts | 2021.10.29  | 최애가 눈 앞에 나타났을 때 팬의 찐반응 (feat.샤이니 키) #shorts                    | 키                  |
| Ep.13  | 2021.11.5   | 감미로운 음치방에 숨은 진짜 발라드 가수 찾기 (Feat.폴킴)｜PIXID                    | 폴킴                |
| Ep.14  | 2021.11.25. | 아이돌 지망생 단톡방에 숨은 찐 아이돌 찾기 (feat.화사)｜PIXID                      | 화사                |
| Ep.15  | 2021.12.17. | 대학원생 단톡방에 숨은 새내기 찾기 (feat. 교수님?) ｜PIXID                         | 김하은(예비 대학생) |
| Ep.16  | 2021.12.30  | 탈모인 단톡방에 숨은 풍성충 찾기｜PIXID                                            |                     |
| shorts | 2022.1.7.   | 유쾌한 탈모인들의 대화_댓글 모음.zip #shorts                                       |                     |
| Ep.17  | 2022.1.15.  | ENFP 단톡방에 숨은 팩폭러 ISFJ 찾기 (feat. 최강창민)｜PIXID                        | 최강창민            |
| Shorts | 2022.1.21.  | 갑자기 등장한 최강창민을 본 팬들의 찐 반응 #shorts                                 | 최강창민            |
| Ep.18  | 2022.1.28   | 좀비 매니아 단톡방에 숨은 배우 찾기 (feat. 지금 우리 학교는 박지후, 윤찬영)｜PIXID | 박지후, 윤찬영      |
| Ep.19  | 2022.3.4.   | 몸치들 단톡방에 숨은 댄서 찾기 (feat. ygx 여진)｜ 스트릿 뚝딱 파이터🕺🏾｜PIXID      | 여진                |
| Ep.20  | 2022.3.11.  | 10대 소녀 사이 숨은 소녀시대 찾기 (feat.티파니 영)｜PIXID                          | 티파니 영           |
| Ep.21  | 2022.3.18.  | 고등래퍼 단톡방에 숨은 데뷔 14년차 래퍼 찾기 (feat. Jay Park)｜PIXID               | 박재범              |
| Ep.22  | 2022.4.1.   | K-POP 덕후 단톡방에 숨은 아이돌 찾기 (feat.오마이걸 유아)｜PIXID                   | 유아 (가수)         |
| Ep.23  | 2022.4.22.  | 모쏠 단톡방에 숨은 유죄인간 찾기 (feat.이석훈)｜PIXID                              | 이석훈 (가수)       |
| Ep.24  | 2022.5.27   | K-첫째 단톡방에 숨은 막내 찾기 (feat. 세븐틴 호시)｜PIXID                          | 호시                |

### SPECIAL
| 회차 | 방영일     | 제목                                                                                   | 게스트          |
| ---- | ---------- | -------------------------------------------------------------------------------------- | --------------- |
| Ep.1 | 2021.3.25  | "실물 보여드리기 무섭네요" 스노우 필터 끼고 소개팅 하기 \| PIXID                       | (일반인)        |
| Ep.2 | 2021.4.16. | [4K] 전재익의 컬링벌스를 라이브로! \| SING#18                                          | 전재익 컬링선수 |
| Ep.3 | 2021.6.2.  | "너도 미란이? 나도..." 미란이 5명 불러봄 (feat.라미란) \| PIXID                        | 라미란          |
| Ep.4 | 2021.8.24. | "이 노래 가수였어요?" 처음 본 가수 팬인 척하기(feat.가호-이태원 클라쓰OST) \| PIXID    | 가호 (가수)     |
| Ep.5 | 2021.12.7. | "한 명을 꼭 탈락 시켜야 하나요?" 이상형만 모아 놓고 1:3 아바타 소개팅하기 ｜PIXID      | (일반인)        |
| Ep.6 | 2022.2.18. | '누나는 어떤 사람 좋아하냐고 물어봐' 모쏠 아바타 소개팅 (feat. 여사친)｜PIXID          | (일반인)        |
| Ep.7 | 2022.5.20. | '최애의 마음을 읽어낼 수 있을까?' 20:1 비대면 밸런스 게임 (feat. 르세라핌 채원)｜PIXID | 김채원 (2000년) |

- Ep.1.   스노우 어플 사용해 보정된 얼굴로 진행되는 소개팅.
- Ep2.  SING#18 노래방 18번 컨셉의 첫 번째 콘텐츠. 경북체육회 남자컬링 전재익 선수의 라이브 영상. 첫 번째 곡은 래원의 느린심장박동, 두 번째 곡은 청하의 Roller Coaster, 세 번째 곡은 러브홀릭스의 Butterfly를 부름.
- Ep3.  같은 이름을 가진 미란이 5명.
- Ep4.  처음 본 가수의 팬인 척하는 몰래카메라.
- Ep5.  한 명의 여자가 메타버스 속에서 3명의 남자 아바타와 소개팅.  라운드마다 탈락된 남자들을 실제 여자와 마주하게 된다.
- Ep6.  모태 솔로인 주인공이 여사친의 아바타가 되어 이상형과 소개팅을 함.
- Ep7. 20:1 비대면 밸런스 게임. 최애가 고른 답과 일치하면 다음 라운드로 진출하게 되고 최종 우승자는 속마음 인터뷰를 하게 된다. 속마음 인터뷰는 제작진들이 준비한 몰래카메라였고 우승자와 최애를 만나게 한다.

### 그 외
- 썰플리[8] : Pixid 채널에 있는 콘텐츠가 아닌 따로 만든 채널. 픽시드의 또다른 자아.  MC는 이석훈. 매주 목요일 오후 6시에 업로드. 이 채널의 개요는 각종 사연을 들고 길거리로 나가서 시민과 인터뷰를 진행한 다음 사연에 맞는 음악을 추천하고 상황별 플레이리스트를 만든다.

## 출연 유명 게스트
- 허성현
- 라미란
- 가호 (가수)
- Key (가수)
- 폴 킴 (1988년)
- 화사
- 최강창민
- 박지후
- 윤찬영
- 여진[9]
- 티파니 영
- 박재범
- 유아 (가수)
- 이석훈 (가수)
- 김채원 (2000년)
- 호시

1. ↑  “픽시드 - 유튜브”.
2. ↑  그것이 알고싶다 느낌이 나기도 한다.
3. ↑  “'광천김 모델' 회장님 아들 "실검 1위, 신기해"”.
4. ↑  “우리누나 골프연습 개웃김 꼭 보시길(p.s.프로님께서 몸치가르치느라 고생이 너무 많으십니다 많이 늘었어요~!)”.
5. ↑  “이준우튜브 - 유튜브”.
6. ↑  “희라짱희라 - 유튜브”.
7. ↑  “화사, 아이돌 지망생 단톡방에 숨어 "왜 나를 아저씨 같다고…"”. 스타투데이.
8. ↑  “썰플리 - 유튜브”.
9. ↑  “여진 - 인스타그램”.